# Adrien Marquet
Pour les articles homonymes, voir Marquet.
Adrien Marquet, né le 6 octobre 1884 à Bordeaux et mort le 3 avril 1955 dans sa ville natale, est un homme politique français. Longtemps député et maire socialiste de Bordeaux, puis exclu de la SFIO en 1933, ensuite ministre du Travail du gouvernement Gaston Doumergue II, il est ministre d'État, puis ministre de l'Intérieur dans les gouvernements Pétain et Laval V.

## Biographie

### Jeunesse
Quand il naît le 6 octobre 1884, il est déclaré « de père et de mère non nommés » avant d'être reconnu par François Marquet, le 5 août 1885, dentiste bordelais qui épouse sa mère, Amélie Lagall, le 18 août de la même année. Cette dernière exerçait comme arracheuse de dent, place des Quinconces à Bordeaux. Il vit une adolescence difficile, notamment à partir de l'internement de son père dans un hôpital psychiatrique à Cadillac vers 1899, et après la mort de sa mère en 1908.
Il se politise très tôt dans sa vie. Il est renvoyé de son premier lycée pour avoir arboré un insigne d'inspiration anarchiste et devient membre à 18 ans, en 1902, du Parti socialiste français. Après avoir été ajourné pour le service militaire à deux reprises, une première fois en 1905 pour une maladie cardiaque et en 1906 pour une infection oculaire, il est déclaré apte au service et sert sous les drapeaux entre 1907 et juillet 1908, dans le 18e régiment d'infanterie.

### Ascension au sein de la gauche bordelaise
En 1904, sous l’impulsion de la IIe internationale ouvrière, le congrès socialiste international d’Amsterdam fait pression sur les socialistes français pour fusionner les trois grands mouvements socialistes présents (la France étant le dernier pays d'Europe occidentale à avoir plusieurs partis socialistes). À cette fin, se réunit le congrès d’unification du Globe à Paris en 1905, dont Marquet est l'un des 12 représentants de Gironde (avec notamment Marcel Cachin, Léo Lacoste et Eugène Dondicol).
En février 1907, il est décrit ainsi par un rapport de police :

« M. Marquet, Adrien, Théodore, Ernest, âgé de 22 ans, célibataire, né à Bordeaux, demeure avec sa mère, dentiste, au 104 cours Victor Hugo. Élève chirurgien-dentiste. Exerce avec sa mère. Bonne situation familiale, pas de fortune personnelle. Conduite et moralité : bonne. Poursuivi en 1904 pour avoir renversé un kiosque à journaux avec quelques camarades. Opinion politique : socialiste révolutionnaire. »

Il devient secrétaire fédéral de la Section française de l'Internationale ouvrière (SFIO) de la Gironde de 1909 à 1914, à la place d'Eugène Dondicol. Il est candidat aux élections législatives à Blaye en 1910 et 1914, sans succès.

### Conseiller municipal
En 1912, il est élu conseiller municipal de Bordeaux. Deux obstacles gênent son ascension dans un premier temps : son jeune âge et son apparence raffinée de gentleman, peu en phase avec le monde ouvrier auquel il escompte parler. Pour la campagne électorale de 1914 La petite Gironde le décrit en ces termes peu élogieux :

« Robespierre allait souvent aux Jacobins en jabot de dentelles et en habit bleu barbeau. M. Marquet pérore lui en tenue de gentleman, en complet sorti de chez le meilleur couturier. Il faut le voir débitant, sans rire, toute sa pacotille de clichés d'apophtegmes, de formules sacramentelles, tout ce clinquant extrait de manuels, de brochures rédigées à l’usage de ceux qui veulent en dix leçons devenir des orateurs capables de répandre utilement la bonne parole socialiste. »

Mobilisé en 1914, il laisse la place de secrétaire fédéral des socialistes girondins à Antoine Cayrel. Adrien Marquet devient le leader socialiste à la disparition de Calixte Camelle en 1923, dont il était l'homme de confiance. En 1924, il est élu conseiller général de La Bastide et député de la Gironde, en tête de la liste du Cartel des gauches. Il sera réélu député de la 3e circonscription (Bordeaux-Bègles) en 1928, 1932 et de 20 voix en 1936.

### Maire de Bordeaux

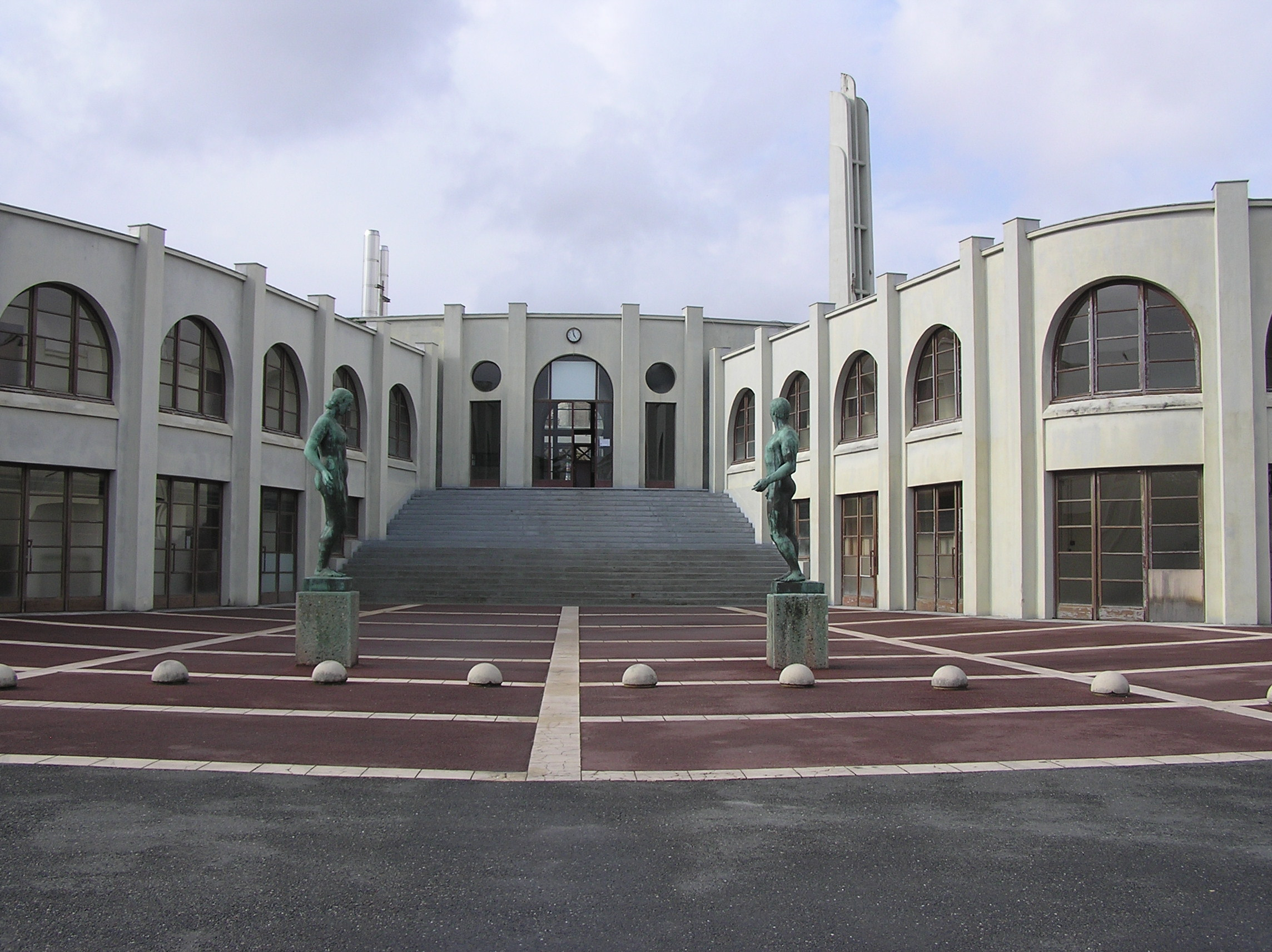
Le stade Lescure.

Aux élections municipales de mai 1925, grâce à son alliance avec les radicaux, il obtient la totalité des 36 sièges à pourvoir et est élu maire de Bordeaux à la place de Fernand Philippart, « chef de la haute bourgeoisie bordelaise » selon ses propos de campagne. Il reste maire jusqu'en août 1944. Il imprime à la ville ouvrière une politique de transformation sociale en construisant et en modernisant les équipements sous la direction de Jacques D'Welles, architecte de la ville. Ainsi, la municipalité adopte, en 1930, un important programme d'urbanisme, appelé « plan Marquet », qui permet le développement de la cité en utilisant un vocabulaire architectural commun. Ce plan a aussi pour objectif d'engager des grands travaux afin d'atténuer les conséquences de la crise de 1929. La ville est ainsi créditée d'équipements publics d'une architecture Art-déco, comme la bourse du travail, la piscine judaïque, le stade Lescure, le centre de tri postal Saint-Jean, les abattoirs ou l'immeuble de la Régie municipale du gaz et d'électricité. Adrien Marquet entreprend aussi la réfection des égouts et de l’éclairage public, ainsi que la macadamisation des rues.
Il pratique aussi le clientélisme avec succès auprès des employés du Gaz de Bordeaux, en accordant quantité d'avantages sociaux. Ses adversaires dénoncent alors une dérive autoritariste et un opportunisme personnel. Il déclare vouloir « prendre le fascisme de vitesse » et prône une forme de socialisme autoritaire et corporatiste proche du modèle mussolinien.
En juillet 1933, lors du 30e congrès de la SFIO, Adrien Marquet défend « l'ordre, l'autorité et la nation », provoquant la consternation de Léon Blum. Avec Marcel Déat, Pierre Renaudel et une vingtaine d'autres députés, il est exclu de la SFIO par celui-ci en octobre suivant, après la publication du manifeste des « néo-socialistes ». Ceux-ci fondent le Parti socialiste de France-Union Jean Jaurès (PSDF), duquel il finit également exclu[pourquoi ?], cette fois par Marcel Déat.

### Ministre du Travail

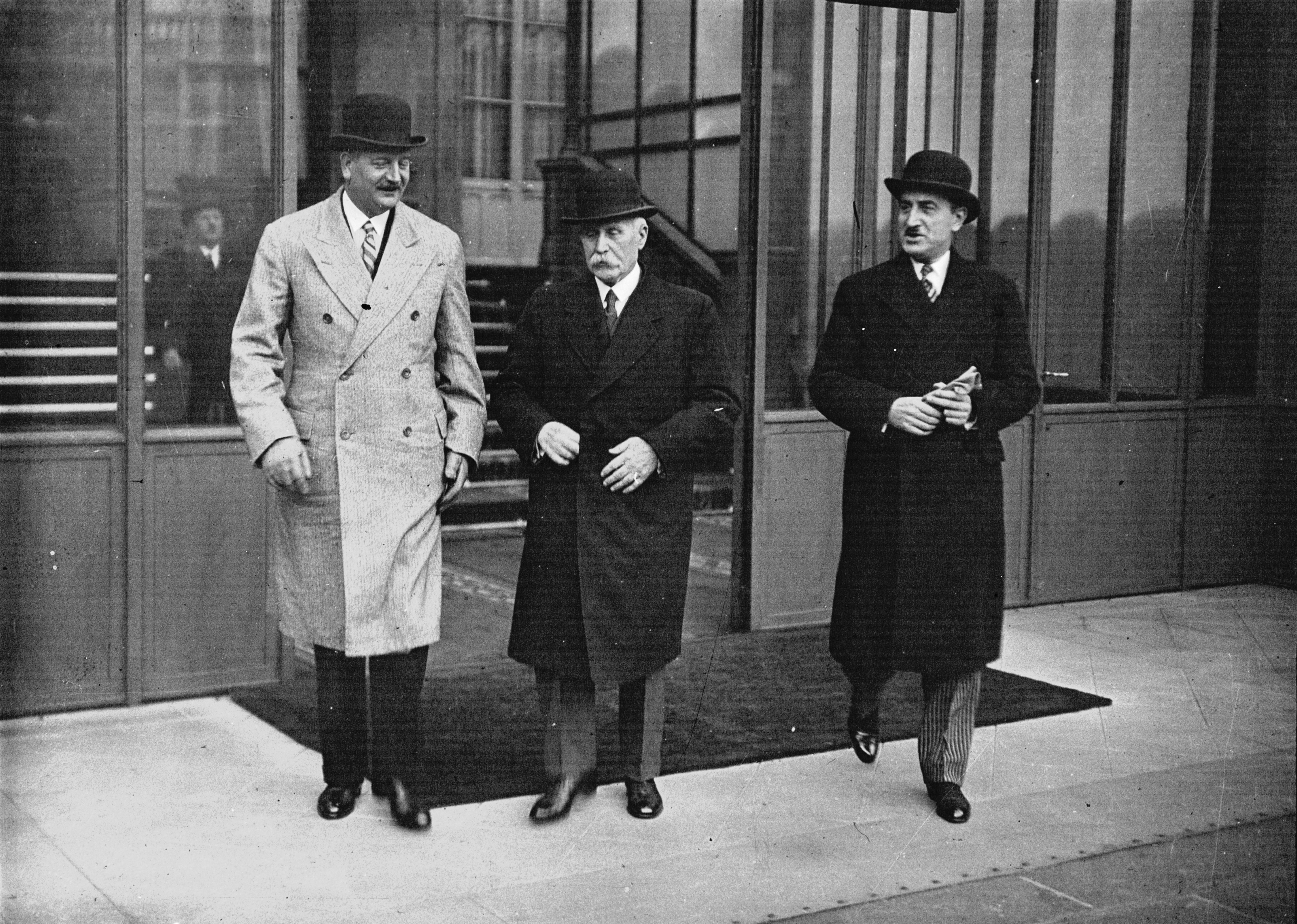
Crise ministérielle de 1934 : de gauche à droite, Flandin, Pétain, Marquet.

À la suite de la crise du 6 février 1934, le président du Conseil Gaston Doumergue le choisit pour être son ministre du Travail. Aux côtés de Pierre Laval et du maréchal Pétain, il engage un « plan Marquet » à l'échelle nationale. Cette politique de grands travaux, classique de la part des libéraux pour lutter contre le chômage et encourager l'activité industrielle, est destinée à lutter contre le chômage. Le gouvernement prend fin le 8 novembre 1934 suivant.

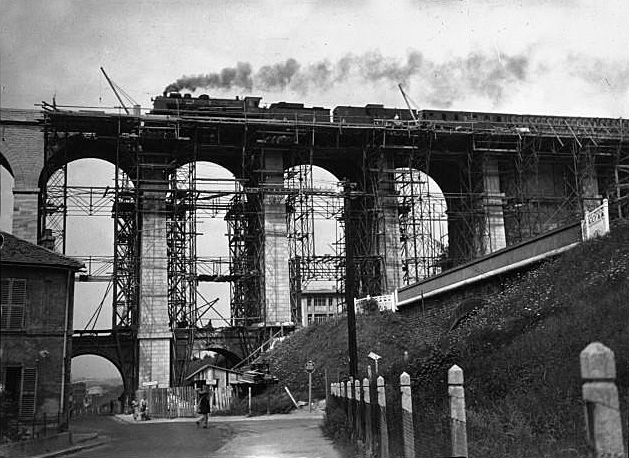
Importantes transformations du viaduc de Meudon dans le cadre du plan Marquet (1935).

Adrien Marquet fonde le Parti néo-socialiste en 1935. L'année suivante, grâce à son implantation locale et alors qu'il n'appartient pas à la coalition électorale du Front populaire, il est réélu député d'une vingtaine de voix sur son adversaire du second tour.

### Seconde Guerre mondiale
Défenseur des accords de Munich et de l’Armistice, il est nommé ministre d'État le 23 juin 1940, par le nouveau président du Conseil, le maréchal Pétain. Lors d'un remaniement quatre jours plus tard, il succède à Charles Pomaret au ministère de l'Intérieur. Il se distingue des autres ministres par le fait qu'il n'est pas partie prenante de la Révolution nationale, bien que participant au limogeage des préfets jugés trop proches de la gauche républicaine.
Pierre Laval, peu populaire auprès des parlementaires de gauche, l'utilise pour obtenir leurs suffrages lors du vote des pleins pouvoirs à Philippe Pétain. Adrien Marquet intimide alors les élus en déployant un important dispositif de police à Vichy. Puis, il complote avec Jacques Doriot pour porter le Parti populaire français au pouvoir. Remplacé par Marcel Peyrouton le 6 septembre 1940, il refuse d'entrer dans la Résistance et prône la collaboration avec l'Allemagne nazie, notamment dans le journal dont il est le fondateur, Le Progrès de Bordeaux. Au sein de l'hôtel de ville de Bordeaux, il accueille, en 1942, l'exposition antisémite Le Juif et la France. Pendant l'Occupation, Adrien Marquet ne fait aucune déclaration de soutien aux juifs bordelais et ne dénonce pas les rafles (au total, 1 681 juifs, dont 225 enfants, sont déportés de Bordeaux durant la Seconde Guerre mondiale) et fusillades d'otages. De même, il ne s'oppose pas à la déportation de son ancien adjoint juif Joseph Benzacar, qui meurt en déportation à Auschwitz. La franc-maçonnerie étant également poursuivie de sa vindicte, il déclare ainsi : « Pour le Maréchal, un Juif n’est jamais responsable de ses origines, un franc-maçon l’est toujours de son choix ».
Il veille cependant à défendre les intérêts de Bordeaux en entamant, lors de la libération de la ville, des discussions avec la Wehrmacht pour qu'elle évacue la ville sans destruction.
Il est arrêté par deux policiers le 29 août 1944 et incarcéré au fort du Hâ le 5 septembre suivant.

### Devant la Haute Cour de justice
Lors de son procès devant la Haute Cour de justice, tenu sous la présidence de Louis Noguères à partir de fin 1947, Adrien Marquet met notamment en avant le fait qu'il a permis d'éviter, avec sa municipalité, une importante explosion qui visait des ponts et des bâtiments publics bordelais. De nombreux témoignages entraînent son acquittement le 29 janvier 1948, après 40 mois de détention à Fresnes. Condamné à dix ans d'indignité nationale en vertu de l'ordonnance du 26 décembre 1944, des archives allemandes, qui impliquent personnellement Adrien Marquet (désir de collaboration et souhait de victoire de l'Allemagne et d'une France nationale-socialiste), n'étaient cependant pas en possession des juges au moment du procès.

### Après son procès
Dès sa sortie de la prison de Fresnes, il manifeste son intention de revenir en politique en formulant chaque année une demande d'amnistie au président de la République, qui la refuse. Lors de l'élection municipale d'avril-mai 1953 à Bordeaux, une liste de Paul Estèbe parrainée par Adrien Marquet, devance celle des socialistes et obtient un score honorable (29 %) face à celle conduite par le gaulliste Jacques Chaban-Delmas (42 %), qui conserve finalement la mairie.
Adrien Marquet fait l'objet le 29 décembre 1950 d'un décret présidentiel de grâce financière (remise de la déchéance de son droit à pension résultant de l'indignité nationale). Il retrouve ses droits civiques par l'effet d'une seconde grâce du 7 octobre 1953. Il n'obtient jamais d'être amnistié, contrairement aux rumeurs répandues par ses amis. Il souhaite se présenter aux élections législatives de 1956, mais il meurt d'une crise cardiaque le 3 avril 1955, après un malaise subi la veille à la sortie d'une réunion publique pour les élections cantonales à l'Athénée de Bordeaux. Au moment de son décès, il vient d'adresser le 9 mars 1955 au président de la République son ultime demande d'amnistie par mesure individuelle. Adrien Marquet est inhumé dans la terre du caveau de sa famille maternelle n°34-75 au cimetière de la Chartreuse. L'année suivante, sa veuve le fait transférer dans son propre caveau n°38-87, qu'elle a fait restaurer à son nom. Elle conserve ses archives.

## Vie privée
Le 14 novembre 1953, il se marie à Paris avec Jeanne Dubéarn, veuve Chaumette, plus jeune car née le 21 février 1898. Elle décède en 1980. Aucun n'a laissé d'héritier.
Jeanne Dubéarn, qui avait classé les archives de son mari dans une valise, confie cette dernière par testament à maître Robert Ducos-Ader, avocat bordelais et professeur de droit public, en vue de servir pour une thèse universitaire puis d'archivage officiel.
En décembre 2008, au cours de son enquête sur Adrien Marquet, le biographe Franck Lafossas questionne l'avocat Benoît Ducos-Ader, fils de Robert, sur les relations de son défunt père avec la veuve Marquet. Les recherches effectuées par le fils aboutissent à la découverte de la valise conservée depuis 1980 dans un grenier. Après étude par Franck Lafossas en vue de la biographie à paraître (Adrien Marquet, secrets et souvenirs), la valise et son contenu sont officiellement remis aux archives départementales de la Gironde le 14 juin 2013.

### Film documentaire
- Adrien Marquet : de Jaurès à Pétain, les dérives d'une ambition, film documentaire de Barcha Bauer, France, 2008, 55 min.